# Anna Maria Schwegelin
Anna Maria Schwegelin (aussi Schwägele, Schwegele, Schwägelin),  née (ou plutôt baptisée) le 23 janvier 1729 à Lachen en Bavière, morte en prison le 7 février 1781 à Kempten), est  la dernière personne condamnée à mort comme « sorcière » en Allemagne,  en  1775. Il est maintenant établi que, contrairement à des opinions antérieures, le jugement n'a pas été exécuté.

## Biographie
Maria Anna Schwegelin grandit à Lachen qui, à l'époque, était une enclave appartenant au territoire de l'Abbaye impériale de Kempten et gagne sa vie comme servante  dans les fermes et auberges des environs de la ville libre de Memmingen.
Vers 1751, Maria Schwegelin fait la connaissance d'un cocher qui lui promet le mariage si elle, catholique, se convertit à sa religion, protestante. Elle se convertit, selon ses dires, à l'église Saint-Martin de Memmlingen (de),  mais le cocher ne donne pas suite à sa promesse.
À la suite d'une maladie aux jambes, elle devient invalide, et elle est admise en 1769 à la léproserie de Obergünzburg puis transférée en 1770 ou 1771 dans l'hospice de  Burg Langenegg près de Martinszell, dépendant de l’abbaye de Kempten.
Anna Schwegelin affirme, lors de ses interrogatoires, avoir été abusée par le diable au moment du changement de confession, et qu'il l'aurait obligée de se soumettre à lui et à abjurer Dieu. Diverses allusions et événements curieux conduisent une des pensionnaires  de dénoncer Schwegelin en février 1775 aux autorités locales, sur quoi, accusée de sorcellerie, elle est enfermée au « Stockhaus », la prison le Kempten.

## Procès et jugement

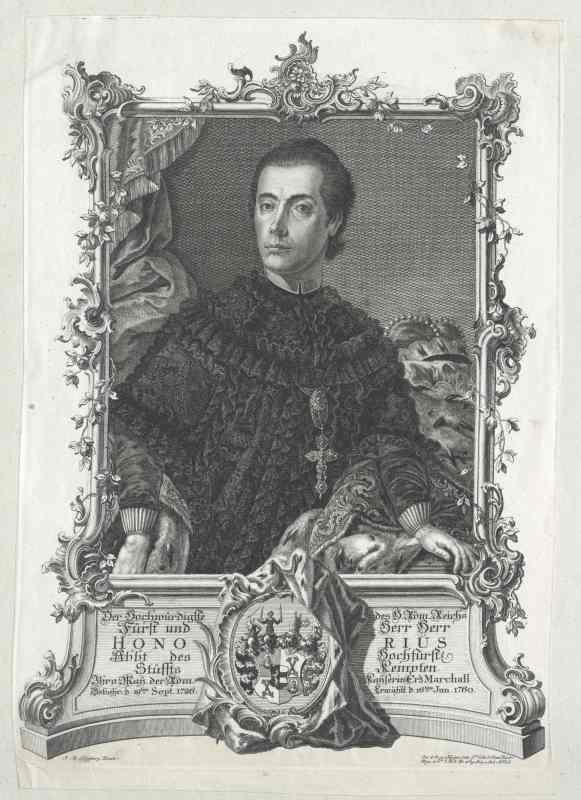
Honorius Roth von Schreckenstein, Prince-abbé de Kempten (1760-1785).

Les investigations sont menées au « tribunal impérial libre » de la principauté de Kempten par le juge Franz Wilhelm Treuchtlinger. Sans avoir été torturée, Schwegelin avoue un pacte avec le Diable, mais conteste tout exercice de  magie noire. Sur la base de la Lex Carolina (Constitutio Criminalis Carolina), le code pénal de l’Empire datant de 1532, et d'autres précédents, le juge prononce sa condamnation à la mort par décapitation pour  commerce intime avéré « Teufelsbuhlschaft » (de) avec le Diable. Le jugement est contresigné par trois autres conseillers de la cour du « Fürststift » et par le prince-abbé Honorius Roth von Schreckenstein (de). Probablement sur le conseil de son confesseur, le père franciscain Anton Kramer, le prince-abbé ajourne l'exécution et demande la reprise des investigations. Celles-ci sont arrêtées sans avoir abouti en juillet 1775, et Anna Schwegelin reste en prison jusqu'à sa mort.
La condamnation doit être replacée dans le cadre des débats en cours à l'époque du siècle des Lumières sur possible interaction des forces célestes et diaboliques avec le monde matériel. Ces controverses étaient particulièrement d'actualité en 1774 et 1775 où l'exorciste Johann Joseph Gaßner réalise des « guérisons miraculeuses », exorciste dont les écrits étaient imprimés aussi à Kempten.

## Recherches et répercussions
Le cas de la « dernière sorcière » était considéré pendant longtemps, par manque de documentation, comme étant la dernière exécution de sorcière dans le Saint-Empire romain germanique. Ce n'est qu'en 1998 que des archives dans une collection privée ont permis de montrer que le jugement n'a pas été exécuté. On peut toujours considérer qu'Anna Maria Schwegelin est la dernière victime de la  chasse aux sorcières en Allemagne. C'est l'historien Wolfgang Petz qui a découvert que la condamnée a encore vécu des années après sa condamnation. L'information fausse sur son exécution en 1775 continue à figurer dans des ouvrages récents, comme dans la série encyclopédique éditée par l'hebdomadaire  Die Zeit. Wolfgang Petz décrit l'ensemble de l'histoire et des actes du procès dans son livre paru en 2007.
Une fontaine, comme lieu de mémoire à Anna Maria Schwegelin, est inaugurée en 2002; L'édification a obtenu le soutien financier de la Kemptener Frauenliste.
Le roman d'Uwe Gardein,   pour des raisons dramatiques, va jusqu'à la description de l'exécution de la condamnation, contrairement aux connaissances actuelles.

### Textes sur le procès
- (de) Wolfgang Pelz, « Die letzte Hexe ». Das Schicksal der Anna Maria Schwägelin, Francfort-sur-le-Main/New York, Campus Verlag, 2007, 204 p. (ISBN 978-3-593-38329-3).
- Wolfgang Pelz, « Zweimal Kempten » – Geschichte einer Doppelstadt (1694–1836), Munich, Vögel, 1998 (ISBN 3-89650-027-9), p. 425-431. (Également thèse de doctorat soutenue à l'université d'Augsbourg, 1996.)
- Wolfgang Pelz, Der letzte Hexenprozess im Reich : Der Fall der Anna Maria Schwägelin 1775 in der Fürstabtei Kempten, 26 mars 2013, 21 p. (lire en ligne).
- (de) Wolfgang Behringer, Hexen : Glaube, Verfolgung, Vermarktung, Munich, C. H. Beck, 2009, 5e éd., 114 p. (ISBN 978-3-406-41882-2).

### Description romancée
- Uwe Gardein, Die letzte Hexe – Maria Anna Schwegelin : Historischer Roman, Meßkirch, Gmeiner, coll. « Krimi im Gmeiner-Verlag », 2008 (ISBN 978-3-8392-3069-5).